# Lispocephala univittata
Lispocephala univittata är en tvåvingeart som beskrevs av Hardy 1981. Lispocephala univittata ingår i släktet Lispocephala och familjen husflugor. Inga underarter finns listade i Catalogue of Life.